# Kanton Badonviller
Kanton Badonviller (fr. Canton de Badonviller) byl francouzský kanton v departementu Meurthe-et-Moselle v regionu Lotrinsko. Tvořilo ho 12 obcí. Zrušen byl po reformě kantonů 2014.

## Obce kantonu
- Angomont
- Badonviller
- Bionville
- Bréménil
- Fenneviller
- Neufmaisons
- Neuviller-lès-Badonviller
- Pexonne
- Pierre-Percée
- Raon-lès-Leau
- Sainte-Pôle
- Saint-Maurice-aux-Forges